# Deporte en Nueva Zelanda

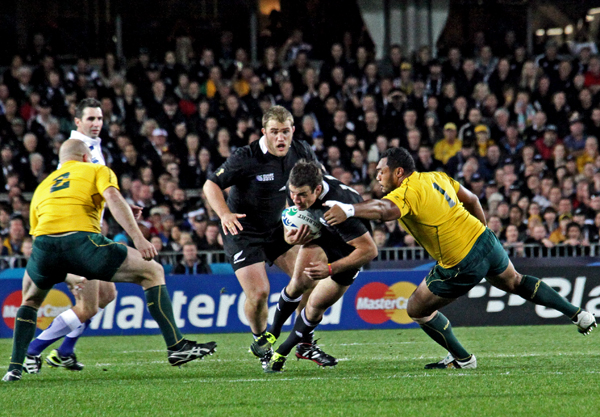
All Blacks ante Australia en la Copa Mundial de Rugby 2011

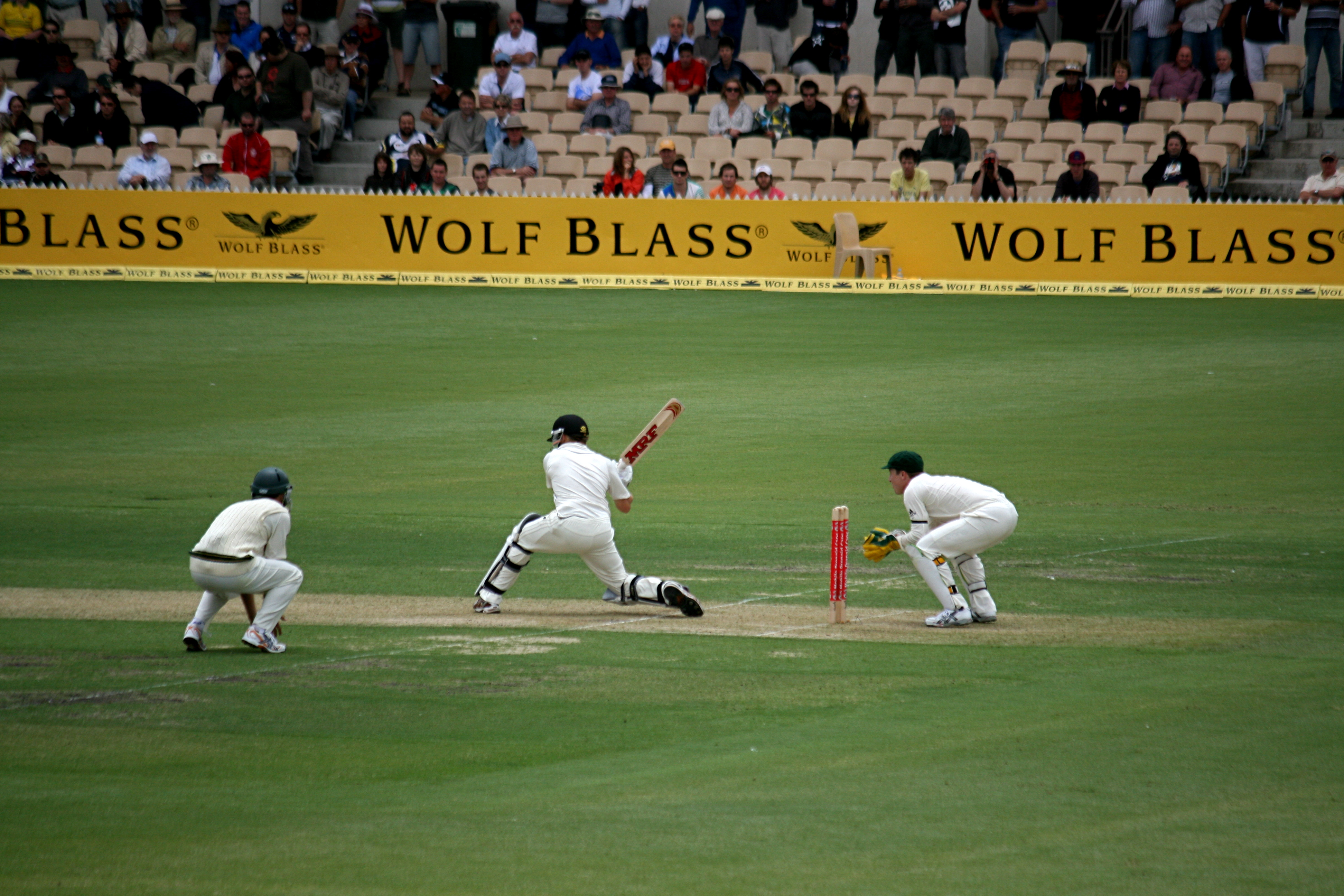
Un jugador de Nueva Zelanda batea durante un test match ante Australia

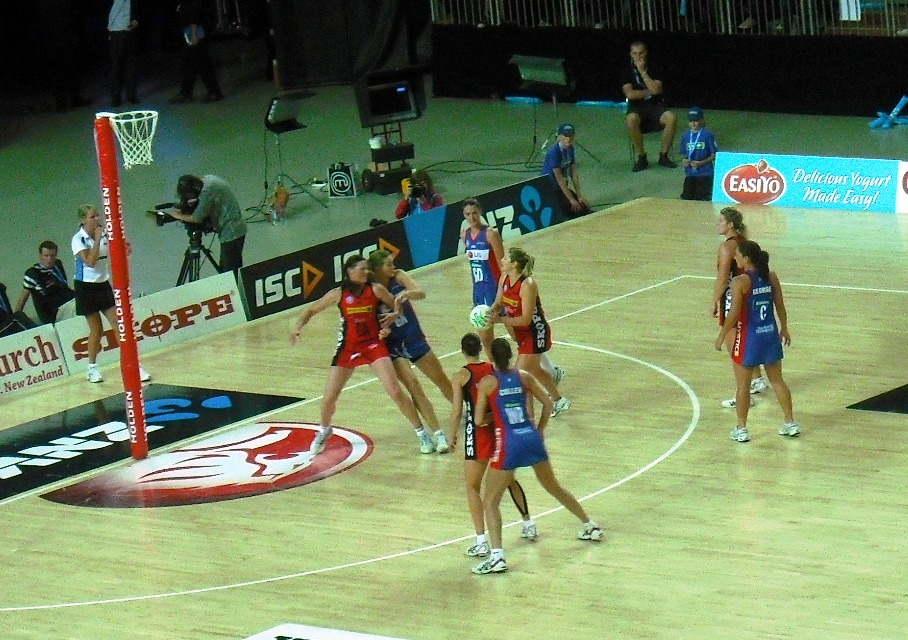
Partido de netball entre dos equipos neozelandeses de la Liga Trans-Tasmania

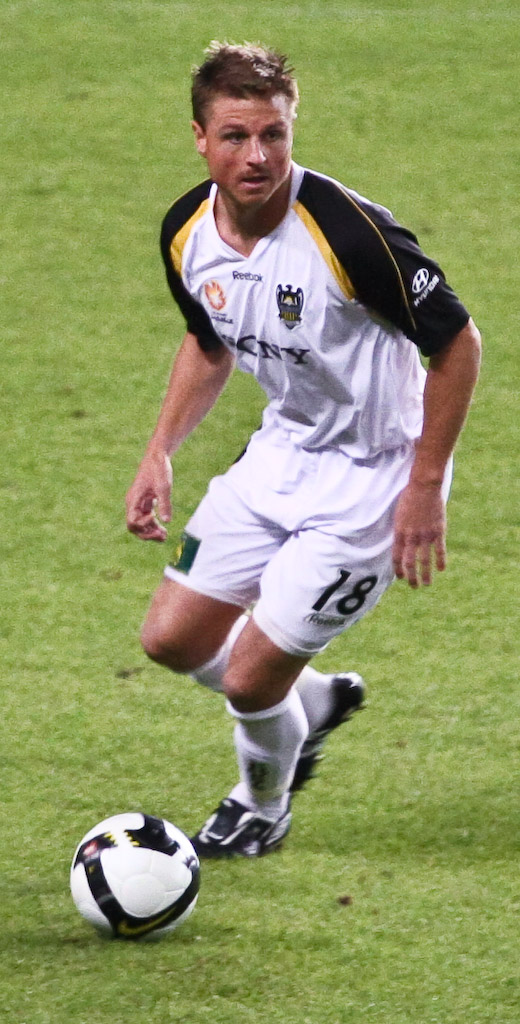
Ben Sigmund, jugador del Wellington Phoenix.

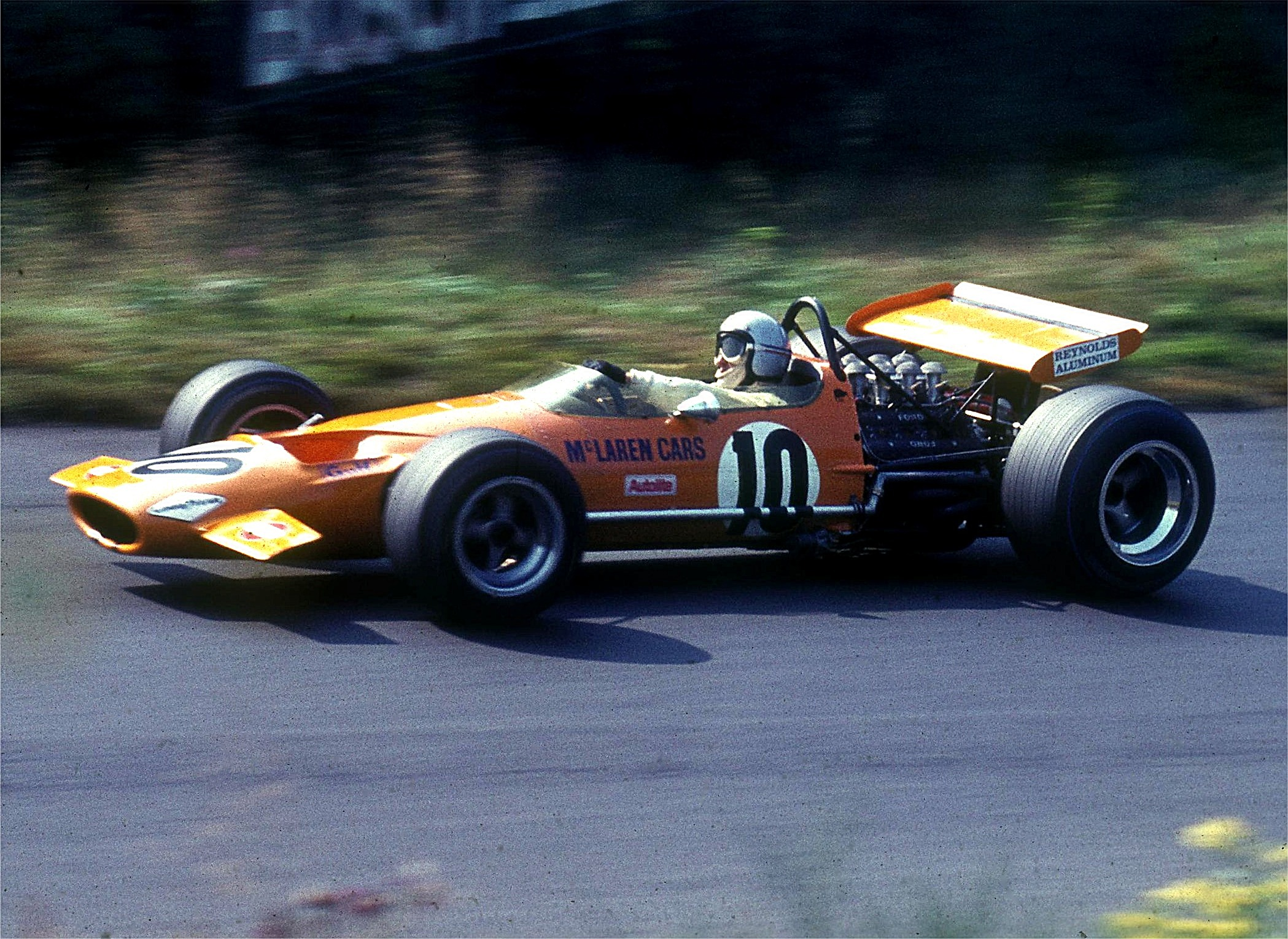
Bruce McLaren pilotando su McLaren M7A de Fórmula 1

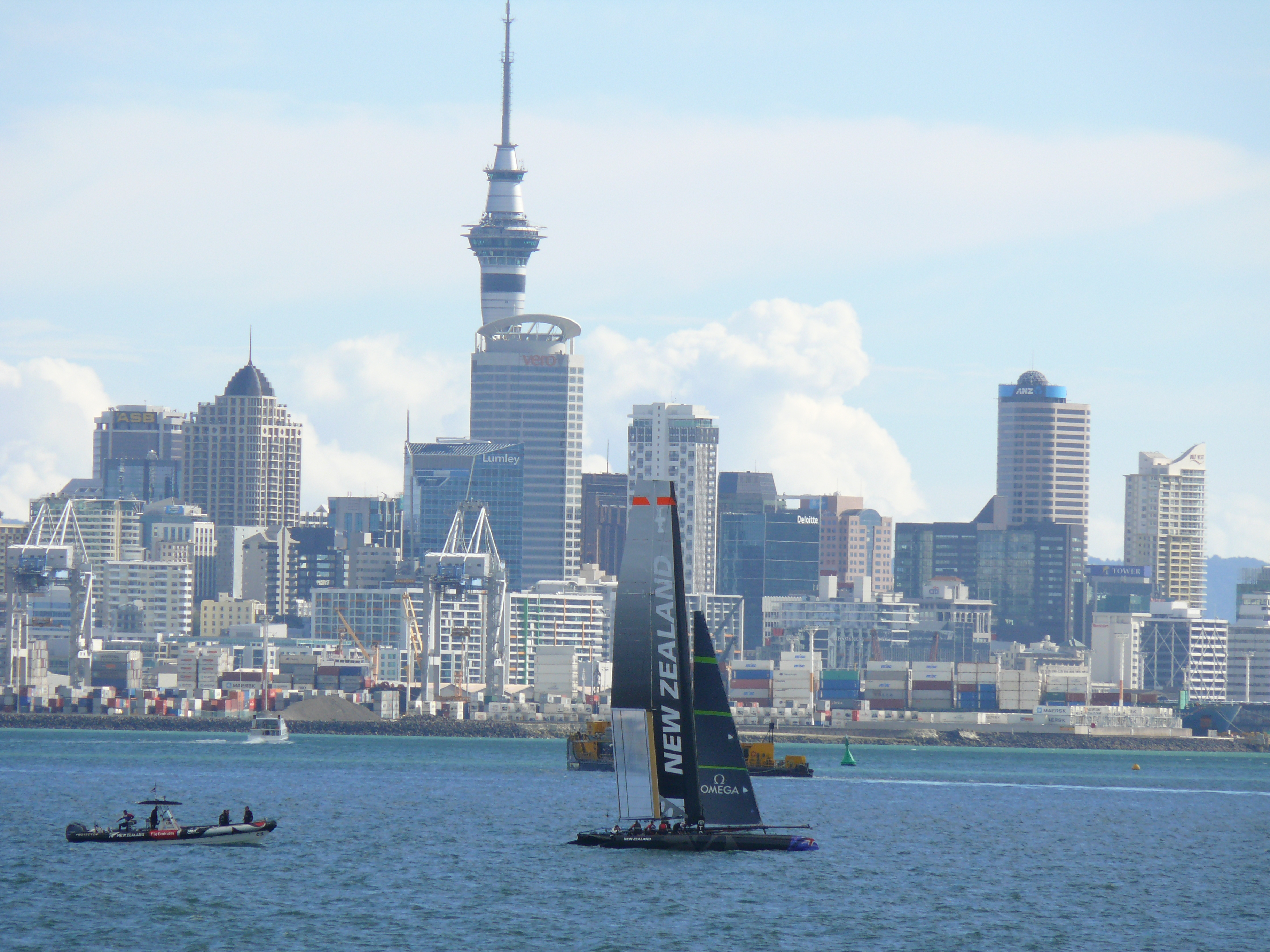
Velero de Nueva Zelanda de la America's Cup World Series

El deporte en Nueva Zelanda se ha desarrollado principalmente por influencia del Reino Unido. Los deportes más populares son el rugby, cricket y netball.

## Deportes

### Rugby
El rugby es el deporte nacional de Nueva Zelanda, y se juega durante el verano. Se comenzó a jugar en 1870, y la Unión de Rugby de Nueva Zelanda se fundó en 1892.
La selección de Nueva Zelanda realizó su primera gira en 1893 y jugó su primer partido test en 1903. Es conocida por su vestimenta negra, que le vale el apodo de All Blacks, y por el haka, una danza de origen maorí que busca cumplir tanto la función de intimidar a los rivales antes de cada encuentro, como también a expresar hospitalidad y respeto a los mismos.
Ha ganado la mayoría de los partidos jugados contra cada selección, en particular sus rivales del sur Sudáfrica (57%) y Australia (67%) y las potencias europeas Francia (76%) e Inglaterra (78%). El equipo de Irlanda le ha ganado cinco veces, mientras que el de Gales solamente lo ha hecho tres veces, a su vez Argentina solo ha rescatado una victoria (Irlanda y Argentina recién pudieron vencerlos en el segundo decenio del siglo XXI, y esta última nunca lo ha hecho en territorio neozelandés), por su parte Escocia es la única potencia del hemisferio norte que no ha logrado derrotarlos, rescatando solamente dos empates en más de sesenta encuentros.
La primera Copa Mundial de Rugby se jugó en Nueva Zelanda en 1987, y en 2011 fue sede nuevamente. Los All Blacks fueron campeones en ambas ediciones, subcampeón en 1995 y semifinalista en 1991, 1999 y 2003.
La selección juega cada año el Rugby Championship ante Sudáfrica, Australia  y más recientemente Argentina. Ha logrado 13 títulos en 19 temporadas, y más del 70% de victorias.
El National Provincial Championship es el principal campeonato nacional de rugby, y se fundó en 1976. Allí compiten las selecciones de las uniones de rugby provinciales de todo el país, destacándose Auckland con 16 títulos y Canterbury con 11.
Dichos equipos disputan además el Ranfurly Shield, instaurado en 1904, donde el campeón defensor es retado en cada partido de local de la temporada regular del NPC. Auckland y Canterbury son los equipos que han ganado más partidos del Ranfurly Shield con 148 y 132 respectivamente.
Los equipos de Auckland, Canterbury y Wellington jugaron el South Pacific Championship entre 1986 y 1990, ante otros equipos de Oceanía. Desde 1993 hasta 1995, los cuatro mejores equipos del NPC disputaron el Super 10 del Hemisferio Sur.
En 1996, Nueva Zelanda cofundó el Super Rugby con cinco equipos regionales. Los Crusaders lograron siete títulos, los Blues tres, los Chiefs dos, y los Highlanders uno, a la vez que los Hurricanes fueron finalistas dos veces.
La selección masculina de rugby 7 también es potencia mundial, y ha triunfado en la Copa Mundial y la Serie Mundial. El Seven de Nueva Zelanda forma parte del calendario de la Serie Mundial desde 2000.

### Cricket
El cricket es el principal deporte de verano de Nueva Zelanda, y se desarrolló a lo largo del siglo XIX.
La selección masculina se conformó por primera vez en 1894. En 1930 jugó su primer partido test, pero logró su primera victoria recién en 1956. Ha jugado la Copa Mundial de Cricket desde 1975, alcanzando el subcampeonato en 2015 y las semifinales otras seis veces. En 1998 comenzó a jugar la ICC Champions Trophy, donde obtuvo el campeonato en 2000 y el subcampeonato en 2009. A su vez, obtuvo el cuarto puesto en la Copa Mundial de T20 de 2007.
Los tres campos de cricket tradicionales son el Eden Park de Auckland, Basin Reserve de Wellington y Lancaster Park de Christchurch. Nueva Zelanda albergó la Copa Mundial de Críquet de 1992 y 2015, en ambos casos junto a Australia.

### Netball
El netball es el deporte más popular entre las mujeres. La selección nacional ganó el Campeonato del Mundo de Netball cuatro veces y obtuvo el segundo puesto siete veces, en tanto que logró la medalla de oro en los Juegos de la Mancomunidad dos veces y la medalla de plata en las otras dos.
En 1998 se fundó el campeonato nacional con nueve equipos, y en 2008 se fusionó con el australiano para conformar la Liga Trans-Tasmania con cinco equipos neozelandeses. Waikato ganó el campeonato 2012 y fue subcampeón dos veces.

### Fútbol
El fútbol es popular a nivel infantil y amateur.
La selección masculina clasificó a la Copa Mundial de la FIFA solamente en 1982 (tres derrotas) y 2010 (tres empates). Desde 1973 ha jugado la Copa de las Naciones de la OFC, donde ha logrado cuatro títulos, un segundo puesto y tres terceros. Clasificó a tres ediciones de la Copa FIFA Confederaciones, donde consiguió un empate y ocho derrotas.
Auckland Kingz jugó la National Soccer League de Australia entre 1999 y 2004, resultando octavo en sus dos primeras temporadas. New Zealand Knights FC. En la nueva A-League, los New Zealand Knights de Auckland resultaron octavos en las temporadas 2005/06 y 2006/07, tras lo cual desapareció. Su lugar lo tomó Wellington Phoenix FC a partir de 2007/08, que ha resultado cuarto en 2009/10 y 2011/12.

### Deporte motor
En la Fórmula 1, Denny Hulme fue campeón en 1967 y Bruce McLaren fue subcampeón en 1960; éste además fundó el equipo británico McLaren, uno de los más exitosos en la historia de la categoría. Chris Amon resultó cuarto en la temporada 1967 y logró 11 podios, pero nunca ganó un Gran Premio. Scott Dixon (nacido en Australia, pero de nacionalidad neozelandesa) fue seis veces campeón de la IndyCar Series en 2003, 2008, 2013, 2015, 2018 y 2020. Brendon Hartley participó en 25 carreras en la Fórmula 1. Los cinco también se destacaron en sport prototipos, con victorias en la CanAm, las 24 Horas de Le Mans y las 24 Horas de Daytona.
El V8 Supercars, el campeonato australiano de turismos, ha contado con pilotos neozelandeses, entre ellos Greg Murphy, Scott McLaughlin y Shane Van Gisbergen. También ha visitado el autódromo de Pukekohe y el circuito callejero de Hamilton.
El piloto de rally Possum Bourne ha logrado múltiples títulos en el campeonato Asia-Pacífico y el australiano. En tanto, el Rally de Nueva Zelanda forma parte del Campeonato Mundial de Rally.
En motociclismo de velocidad se han destacado Graeme Crosby, Simon Crafar y Aaron Slight, en enduro Stefan Merriman y en speedway Ivan Mauger y Barry Briggs.

### Otros deportes
Nueva Zelanda destaca en el ciclismo en pista, modalidad en la que ha conseguido varios campeonatos del mundo.
El rugby league es mucho menos popular en Nueva Zelanda que el rugby de 15. Los Warriors de Auckland juegan en la liga australiana desde 1995, logrando el título en 2002. La selección de Nueva Zelanda ha jugado la Copa Mundial desde la edición inaugural en 1954, logrando el título en 2008 y el segundo puesto tres veces.
La principal carrera de caballos es la Copa Auckland, que se corre en el hipódromo de Ellerslie en Auckland para todo caballo en modalidad handicap.
El principal jugador de tenis ha sido Tony Wilding, quien ganó seis torneos individuales de Grand Slam. Más recientemente se han destacado Belinda Cordwell (semifinalista del Abierto de Australia) y Brett Steven (alcanzó cuartos de final). El Torneo de Auckland forma parte de la ATP World Tour 250, y el Torneo WTA de Auckland pertenece a la WTA International.
En baloncesto, los New Zealand Breakers juegan en la liga australiana desde 2003. Sean Marks, Kirk Penney y Steven Adams han jugado en la NBA estadounidense.
En golf Lydia Ko ha batido la mayoría de los récords de precocidad, logrando, entre otros éxitos, ser la jugadora más joven de toda la historia en lograr ascender al primer puesto de la clasificación mundial. En la categoría masculina Bob Charles (Abierto Británico) y Michael Campbell (Abierto de los Estados Unidos) han sido los únicos neozelandeses en lograr vencer alguno de los torneos del Grand Slam.

## Juegos Olímpicos
En los Juegos Olímpicos de 1908 y 1912, participaron deportistas neozelandeses bajo la bandera de Australasia, en combinación con los australianos. El país ha tenido delegación propia a partir de los juegos de verano de 1920, logrando 42 medallas de oro y 99 totales. Sus disciplinas más fuertes han sido remo, vela y canotaje.
También ha competido en los juegos de invierno de 1952 y 1960, retornando de manera definitiva en 1968. Ha logrado una sola medalla de plata, lograda por Annelise Coberger en la prueba de slalom del esquí alpino, que fue la primera de un deportista del hemisferio sur.

## Juegos de la Mancomunidad
Nueva Zelanda ha disputado todas las ediciones de los Juegos de la Mancomunidad desde 1930. Ha obtenido más de 140 medallas de oro y 600 medallas totales, por lo que se ubica en el quinto puesto histórico. Obtuvo el tercer puesto en 1950 y 1962, y el cuarto en cinco ediciones, la última de ellas en 1990.
El país ha albergado tres ediciones de los Juegos de la Mancomunidad: Auckland 1950, Christchurch 1974 y Auckland 1990.

## Selecciones nacionales
- Selección de baloncesto de Nueva Zelanda
- Selección de fútbol de Nueva Zelanda
- Selección femenina de fútbol de Nueva Zelanda
- Selección de netball de Nueva Zelanda
- Selección de polo de Nueva Zelanda
- Selección de rugby de Nueva Zelanda
- Selección de rugby 7 de Nueva Zelanda
- Equipo de Copa Davis de Nueva Zelanda